# Phủ Lý
Phủ Lý es la ciudad capital de la provincia Hà Nam en Vietnam, y la ciudad más importante y poblada de dicha provincia, también es el centro cultural, económico y político de Hà Nam; La ciudad está situada en la entrada sur de Hanói y la ciudad es también la confluencia de 3 ríos: el Río Đáy, el Río Châu Giang y el Río Nhuệ.

## Geografía
La ciudad de Phu Ly se encuentra en la carretera nacional 1A, en la orilla derecha del río Đáy, está a 60 km al sur de Hanói, la ciudad de Nam Dinh se encuentra a 30 kilómetros al noroeste de Phủ Lý y a 33 km al norte de Ninh Binh.

Phủ Lý se encuentra en el paso a desnivel de la carretera 1A Norte-Sur, el punto de encuentro de tres ríos: Đáy, Châu Giang y las instalaciones de transporte por vías del río Nhuệ.

Limita al oriente con Bình Lục, al este con Kim Bảng y al norte con el distrito de Duy Tiên

## Clima
La ciudad se encuentra en el delta del río Hồng y el terreno montañoso a lo largo de la ciudad está dividido en varias zonas a ambos lados del río, Phu Ly se encuentra en el clima subtropical húmedo.

La precipitación media anual es de 1800 mm-2000 mm, la temperatura promedio es de 23-24 °C, el número de horas de sol durante el año es de aproximadamente 1300-1500 horas y el promedio de humedad relativa es de 85%.

## Administración
La ciudad de Phu Ly tiene 21 unidades administrativas, que son:
1. Châu Sơn
2. Hai Bà Trưng
3. Lam Hạ
4. Lê Hồng Phong
5. Liêm Chính
6. Lương Khánh Thiện
7. Minh Khai
8. Quang Trung
9. Thanh Châu
10. Thanh Tuyền
11. Trần Hưng Đạo
12. Đinh Xá
13. Kim Bình
14. Liêm Chung
15. Liêm Tiết
16. Liêm Tuyền
17. Phù Vân
18. Tiên Hải
19. Tiên Hiệp
20. Tiên Tân
21. Trịnh Xá

## Historia
Phủ Lý estuvo tomado por el cañonero francés l'Espingole, que estuvo tripulado por 28 hombres capitaneados por Adrien-Paul Balny d'Avricourt en octubre de 1873, poco antes de Balny muriera junto con Francis Garnier en la puerta Oeste de Hanói.
Después de la Segunda Guerra Mundial, Phủ Lý fue donde un número significativo de dirigentes del VNQDĐ fueron capturados por el Viet Cong en 1946. La ciudad fue atacada por retirar fuerzas francesas el 30 de junio de 1954, poco antes de que el país fuera liberado.
Fue casi completamente destruido por los estadounidenses en cinco días de bombardeo entre el 14 de julio y el 5 de noviembre de 1966.
Michael Maclear describe el lugar como "un páramo sin vida":

Los habitantes no se percataron del peligro que les acechaba: mientras los escuadrones de B-52 viajaban a seis millas de altura, invisibles e inauditos, destruían sistemáticamente secciones de su objetivo, día tras día. esto no ocurría en Hanói, que por aquel entonces estaba rodeado de misiles soviéticos SAM.

## Galería
|                                           |
| Estación de ferrocarril Hà Nam, en Phu Ly |

|                                              |
| Carretera nacional 21B, de Phủ Lý a Nam Định |

|                     |
| Centro de la ciudad |

|         |
| Río Đáy |

|                                |
| Entrada al centro de la ciudad |